# Гайтюкевич, Ростислав Сергеевич
Ростислав Сергеевич Гайтюкевич (род. 16 марта 1994 года) — российский бобслеист, пилот,  участник Олимпиады-2022, трёхкратный бронзовый призёр чемпионата Европы, 10-ти кратный чемпион России. Прежде чем перейти в бобслей, на профессиональном уровне занимался лёгкой атлетикой. Мастер спорта России международного класса.

## Карьера
В десятилетнем возрасте вместе с матерью переехал из Беларуси в подмосковный Королёв. После 9 класса перешёл в училище олимпийского резерва, где сосредоточился на легкой атлетике — его коронной дистанцией стала 800-метровка. Несмотря на высокую самоотдачу, лучшим результатом стало лишь 9-е место российского чемпионата.
В 2014 году перешёл в бобслей, где его личными тренерами стали Семен и Анна Макаровы.
Ростислав начинал в бобслее как разгоняющий. Уже в 2017 году Ростислав поехал на юниорский чемпионат мира, откуда вернулся серебряным призёром. Год спустя спортсмен занял позицию пилота. Вершиной молодёжной карьеры Ростислава стало золото юниорского чемпионата мира 2020 года. В 2020 году стал чемпионом Европы в двойках среди молодежи.
Есть успехи и на взрослом уровне. В сезоне 2019/2020 на Кубке Европы впервые одержал победу в четверках и несколько раз наш экипаж поднимался на подиум, в том числе и на высшую ступень.
В 2021 году провел первый полноценный сезон на Кубке Мира, в котором дебютировал годом ранее. В австрийском Иглсе впервые поднялся на подиум в двойках. Кроме того, выиграл бронзовую медаль чемпионата Европы.
1 января 2022 года на латвийском этапе Кубка мира в Сигулде Ростислав в паре с разгоняющим Михаилом Мордасовым впервые выиграл золото Кубка мира в двойках. Через четыре дня в немецком Альтенберге Ростислав поднялся на подиум Кубка мира в четверках, завоевав бронзу вместе с Михаилом Мордасовым, Павлом Травкиным и Владиславом Жаровцевым.
На Олимпиаде 2022 года в соревновании двоек с разгоняющим Алексеем Лаптевым занял восьмое место. В соревнованиях четверок с разгоняющими Михаилом Мордасовым, Павлом Травкиным и Алексеем Лаптевым занял седьмое место.

## Образование
С отличием окончил Российский государственный университет физической культуры, спорта, молодежи и туризма.